# Nilus pictus
Espèce
Synonymes
- Thalassius pictus Simon, 1898
- Thalassius insignis Pocock, 1900

Nilus pictus est une espèce d'araignées aranéomorphes de la famille des Pisauridae.

## Distribution
Cette espèce se rencontre en Afrique centrale et en Afrique de l'Ouest.

## Description
La femelle subadulte holotype mesure 15 mm.
Les mâles mesurent de 17 à 17,5 mm et les femelles de 16,5 à 27 mm.

## Publication originale
- Simon, 1898 : Descriptions d'arachnides nouveaux des familles des Agelenidae, Pisauridae, Lycosidae et Oxyopidae. Annales de la Société entomologique de Belgique, vol. 42, p. 1-34 (texte intégral).